# واکولانی
واکولانی (به اسپانیایی: Waqullani) یک کوه در پرو است که در Peru, Arequipa Region, Arequipa Province واقع شده‌است. واکولانی ۵٬۲۹۰٫۱ متر بالاتر از سطح دریا واقع شده‌است.